# El presidente de la república paseando a caballo en el bosque de Chapultepec
El presidente de la república paseando a caballo en el bosque de Chapultepec (también conocida como Le président en promenade) es un cortometraje documental de cine mudo francomexicano de 1896, dirigido por Gabriel Veyre. Es la primera película grabada en México, pero su renderización fue realizada por Veyre en Francia. En ella se muestra a Porfirio Díaz, el entonces presidente de México, montando a caballo acompañado de algunos de sus ministros.

## Producción
Gabriel Veyre era director técnico de la compañía Lumiere y Claude Ferdinand Bon Bernard el concesionario autorizado por los Lumiere para explotar comercialmente el cinematógrafo en México. Ambos presentaron en el Castillo de Chapultepec una función privada para Porfirio Díaz, su familia y unas 40 personas, el 6 de agosto de 1896. Dicha función fue un éxito, y se prolongó hasta la una de la mañana del 7 de agosto. Sería entonces la primera exhibición del cinematógrafo en el país.
Luego de la exhibición, Vieyre habría realizado la toma de Díaz en el bosque de Chapultepec. No se sabe con exactitud en que fecha fueron hechas ni en que parte del bosque ocurrió el rodaje, pero para el 16 de agosto de 1896, una carta de Vieyre a su madre consignaba haberlo hecho.

## Estreno
El cortometraje fue estrenado el 27 de agosto en el Castillo de Chapultepec. En esa misma función presentaron otras dos sesiones de 13 vistas cada una de otras películas existentes como Disgusto de niños y Tocinería de Chicago.